# Jean Guillaume Baum
Pour les articles homonymes, voir Baum.
Jean Guillaume Baum (ou Johann Wilhelm Baum), né le 7 décembre 1809 à Flonheim (Rhénanie-Palatinat) et mort le 28 novembre 1878 à Strasbourg, est un théologien protestant qui fut professeur à la Faculté de théologie protestante de Strasbourg. Avec Édouard Cunitz et Édouard Reuss il édita les œuvres complètes de Jean Calvin en 59 volumes, Ioannis Calvini opera quae supersunt omnia : ad fidem editionum principum et authenticarum ex parte etiam codicum manu scriptorum (1863-1900).

## Œuvres
- (de) Klage an der Gruft unseres Freudes Franz Ludwig Imlin, G. Silbermann, 1834
- (la) Dissertatio Sophronii Eusebii Hieronymi vitam exhibens ex ipsius potissimum scriptis haustam, G. Silbermann, 1835 (thèse pour le grade de bachelier en théologie protestante, Strasbourg, 1835)
- (la) Origines evangelii in Gallia restaurati, G. Silbermann, 1835 (thèse pour le grade de licencié en théologie protestante, Strasbourg, 1838)
- (de) Winke über religiöse Geschichtanschauung : eine Rede an Studierende, Strasbourg, 1840
- (de) Theodor Beza : nach handschriftlichen und anderen gleichzeitigen Quellen, Weidmann, Leipzig, 1843-1851
- (de) Vom Doctor Martin Luther : von seiner Jugend und seinem Mönchstande : mit einem Nachwort zur Schrift. Der wahre und der falsche Doctor Luther, G. L. Schuler, Strasbourg, 1843
- (de) Johann Georg Stuber : der Vorgänger Oberlin's im Steinthale und Vorkämpfer einer neuen Zeit in Strassburg, G. Silbermann, 1846 (réédition Oberlin 1998)
- Aux membres des consistoires de la ville de Strasbourg (en collaboration avec Th. Boeckel), G. Silbermann, 1848
- (de) Ueber den christlichen Religionsunterricht bis zur Confirmation : Ein Berich, im Auftrage der evangelischen Pastoral-Conferenz zu Strassburg verfasst, Strasbourg, 1854
- (de) Neueste Angriffe des Ultramontanismus gegen die protestantische Kirche im Elsass, Hirschfeld, Leipzig, 1854
- (de) Capito und Butzer, Strassburgs Reformatoren. Nach ihrem handschriftlichen Briefschatze, ihren gedruckten Schriften und anderen gleichzeitigen Quellen dargestellt, Friderichs, Elberfeld, 1860 (réimpression B. de Graaf, 1967)
- (de) Jacob Sturm von Sturmeck : Strassburgs grosser Stettmeister und Scholarch. Standrede gehalten bei der Enthüllung seines Denkmals am 14. Juni 1870, A. W. Schade, 1870
- (de) « Die alte strassburger Hochschule », in Evangelisch-Protestantischer Kirchenbote fuer Elsass-Lothringen, 1872, no 17